# Matija Ljubek
Matija Ljubek (Belišće, 22. studenog, 1953. – Valpovo, 11. listopada 2000.) bio je hrvatski kanuist.
Matija Ljubek bio je najtrofejniji hrvatski kanuist i jedan od najuspješnijih hrvatskih sportaša uopće. Blistave trenutke karijere doživio je osvajanjem dvaju zlatnih te po jedne srebrne i brončane Olimpijske medalje, čime je zasluženo dobio titulu najuspješnijeg muškog hrvatskog olimpijca u pojedinačnim sportovima svih vremena.
Posmrtno je 2000. godine za životno djelo dobio Državnu nagradu za šport "Franjo Bučar".
Nakon završetka sportske karijere ostao je aktivan kao sportski djelatnik. Nažalost, prerana smrt (stradao je od dva metka iz puške M-48 zbog nerazjašnjenih obiteljskih prilika) odvojila ga je zauvijek od sporta. Po njemu danas nosi ime kajak i kanu klub u Zagrebu, ali i nagrada za životno djelo Hrvatskog olimpijskog odbora: Nagrada HOO-a Matija Ljubek.

## Uspjesi

### Olimpijske igre
- 1976. Olimpijske igre u Montrealu
  - zlato na 1.000 metara jednoklek
  - bronca na 500 metara jednoklek
- 1980. – Olimpijske igre u Moskvi
  - 4. mjesto u dvokleku s Nišovićem na 1.000 metara
- 1984. – Olimpijske igre u Los Angelesu
  - zlato na 500 metara u dvokleku
  - srebro na 1.000 metara dvoklek

### Mediteranske igre
- 1979. – Mediteranske igre u Splitu
  - zlato na 500 m jednoklek
  - zlato na 1.000 metara jednoklek
  - zlato na 500 metara u dvokleku

### Svjetska prvenstva
- 1975. – Svjetsko prvenstvo u Beogradu
  - bronca na 10.000 metara u kanuu jednokleku
  - 4. mjesto na 1.000 metara
- 1978. – Svjetsko prvenstvo u Beogradu
  - zlato na 1.000 metara
  - bronca na 10.000 metara
- 1981. – Svjetsko prvenstvo Nottingham
  - srebro na 10.000 metara
- 1982. – Svjetsko prvenstvo u Beogradu
  - zlato na 500 metara u dvokleku
  - srebro na 1.000 metara u dvokleku
- 1983. – Svjetsko prvenstvo u Tampereu
  - zlato na 500 m
  - bronca na 1.000 metara u dvokleku s Nišovićem
- 1985. – Svjetsko prvenstvo u Mechelenu (Belgija)
  - zlato na 10.000 metara dvoklek
  - broncu na 1.000 metara dvoklek
- 1986. – Svjetsko prvenstvo Montreal
  - 4. mjesto na 10.000 u dvokleku
- 1987. – Svjetsko prvenstvo Duisburg
  - 5. mjesto

## Vanjske poveznice
- Ljubek, Matija Hrvatska enciklopedija. LZMK
- LZMK / Proleksis enciklopedija: Ljubek, Matija
- www.nasa-jugoslavija.org – Matija Ljubek  Arhivirana inačica izvorne stranice od 21. travnja 2017. (Wayback Machine)